# Sara Moatamid
 (février 2012).
Si vous disposez d'ouvrages ou d'articles de référence ou si vous connaissez des sites web de qualité traitant du thème abordé ici, merci de compléter l'article en donnant les références utiles à sa vérifiabilité et en les liant à la section « Notes et références ».
Sara Moatamid, née en 1992 à Casablanca, est une femme marocaine, élue Miss Maroc 2012.

## Biographie
Elle est élue Miss Maroc 2012 mais ne représenta son pays à aucun concours international.